# Marcourt

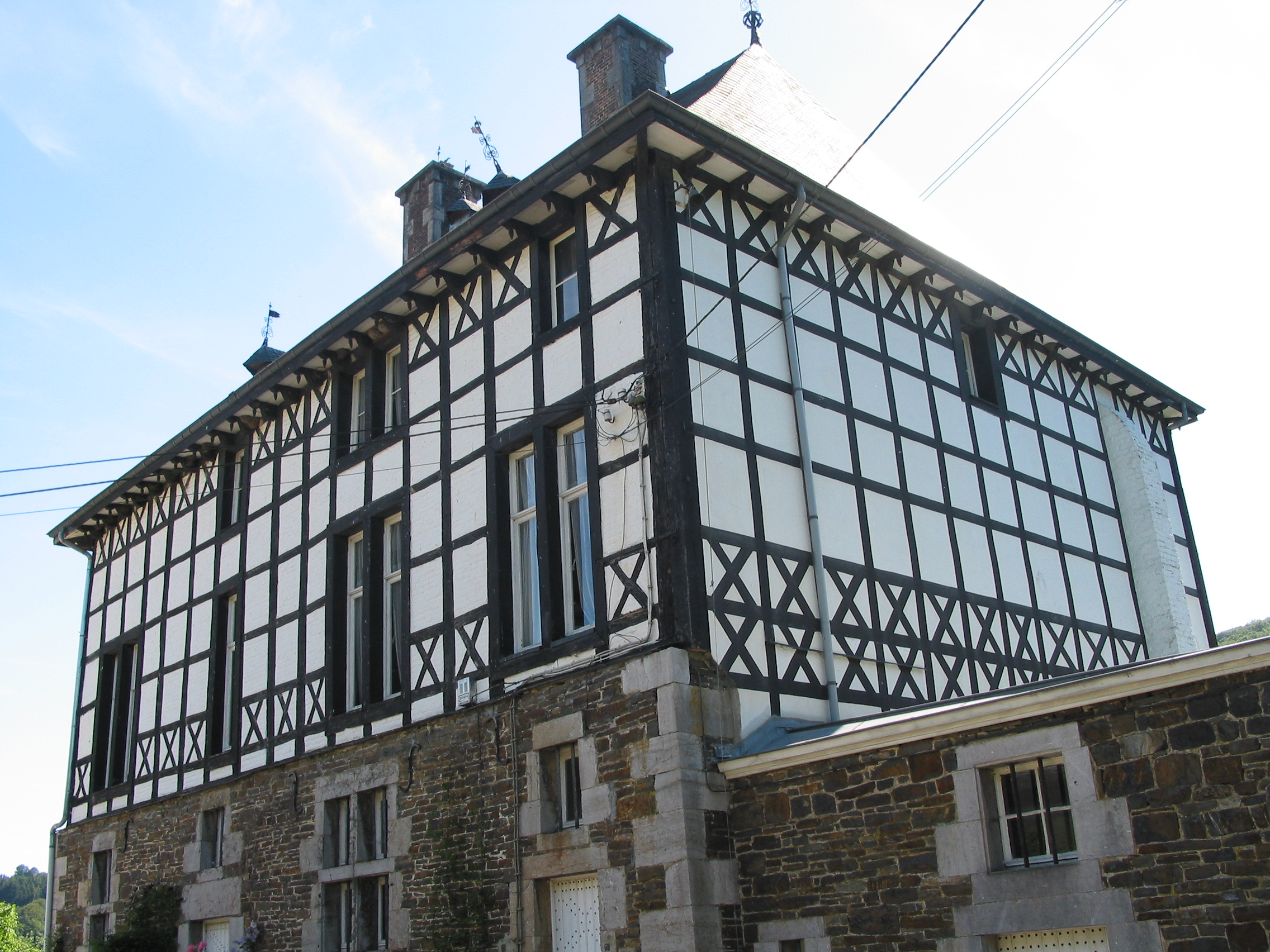
Het Klein kasteel of Spaanse Huis te Marcourt.

Marcourt is een plaats en deelgemeente van de Belgische gemeente Rendeux. Marcourt ligt in de provincie Luxemburg.

## Geografie
Martcourt ligt ten noordwesten van La Roche-en-Ardenne aan de N833. Ten zuidoosten van Marcourt ligt het dorpje Jupille en ten noordwesten Rendeux.
Aan de westzijde van het dorp stroomt de Ourthe. Aan de overzijde van de Ourthe stond in de middeleeuwen het kasteel van de graven van Montaigu en Clermont.

## Demografische ontwikkeling
- Bronnen:NIS, Opm:1831 tot en met 1970=volkstellingen, 1976= inwoneraantal op 31 december

## Bezienswaardigheden
- Kluizenarij en kapel van Sint-Thibaut, met resten van het grafelijk kasteel
- Bron van Sint-Thibaut
- Spaanse Huis

## Tweede Wereldoorlog
Kort na het begin van de Achttiendaagse Veldtocht, op 11 mei 1940, werd Marcourt ingenomen door de 7e Pantserdivisie. Na het herstellen van de brug, die was opgeblazen, raasden de Duitsers voort richting Dinant om over de Maas te komen en Frankrijk binnen te vallen.
In het najaar van 1944 waren de rollen omgekeerd en bereidden de bezetters hun vertrek voor. Op 8 september beschoten verzetsstrijders twee Duitse tanks in het dorp. Eén werd in brand gestoken, de andere ontkwam gehavend. Twee soldaten vonden de dood. De volgende dag organiseerden de Duitsers inderhaast een collectieve bestraffing. Ze overgoten huizen met fosfor en brandden ze plat. Dertig gijzelaars werden afgevoerd naar het binnenplein van het kasteel Baclin. De tien jongsten werden overgebracht naar een schuur, in de benen gemitrailleerd en levend verbrand. Hun verkoolde lijken werden samen begraven omdat ze onherkenbaar waren en te zeer verstrengeld. André Dartevelle en Francis Dujardin maakten in 1992 een documentaire over het onvermogen tot verwerking van deze gebeurtenissen, Marcourt ou la mémoire secrète.

## Geboren
- Anne-Josèphe Théroigne de Méricourt, Franse revolutionaire
- Everard Mercurian, Belgisch jezuïet